# Phalaenopsis 'Baldan's kaleïdoscope'
Phalaenopsis 'Baldan's kaleidoscope' est un cultivar hybride artificiel d'orchidées, du genre Phalaenopsis.
Particulièrement florifère et s'adaptant très bien à la culture en appartement. Sa floraison est d'une longévité remarquable (6 mois et plus).

## Parenté
Phal. 'Baldan's Kaleïdoscope' = Phalaenopsis 'Hausermann's Candy' × Phalaenopsis 'Daryl Lockhart'

## Descendance
Phalaenopsis 'Baldan's Geisha' = Phal. 'Baldan's Kaleidoscope' × Phalaenopsis 'Golden Buddha'.

## Cultivars
Golden Treasure